# 徳島市消防局
徳島市消防局（とくしまししょうぼうきょく）は、徳島県徳島市の消防部局（消防本部）。管轄区域は徳島市全域。

## 概要
- 消防局本部：徳島市新蔵町1-88
- 管内面積：191.52km2
- 職員実員：256人
- 消防署2か所、分署2か所、出張所2か所
- 主力機械[1]
  - 消防ポンプ自動車：4
  - 水槽付き消防ポンプ車：5
  - 予備車：2
  - はしご付消防自動車：1
  - 屈折はしご付消防自動車：1
  - 化学消防自動車：1
  - 大型水槽車：2
  - 救急自動車：10
  - 救助工作車：2
  - 支援車：2
  - 指揮車：5
  - 人員輸送車：1
  - 広報車：4
  - 資機材搬送車：5
  - その他：24

### 沿革[2]
- 1948年3月　自治体消防として発足。
- 1983年8月　名称を徳島市消防本部から徳島市消防局に改称。
- 2009年4月　東消防署に高度救助隊を設置する。
- 2011年3月　東北地方太平洋沖地震に伴う東日本大震災に緊急消防援助隊を派遣した。
- 2018年7月　平成30年7月豪雨発生に伴い広島県に消防緊急援助隊を派遣した。

## 組織
- 本部－総務課、警防課、通信指令課、予防課
- 消防署

## 消防署
| 消防署   | 住所       | 分署                                           | 出張所               |
| -------- | ---------- | ---------------------------------------------- | -------------------- |
| 東消防署 | 新蔵町1-88 | 川内：川内町大松517-2 勝占：西須賀町下中須29-7 | 津田：津田本町3-1-57 |
| 西消防署 | 庄町1-76-3 | なし                                           | 国府：国府町府中59-4 |